# Герб Коростишівського району
Герб Корости́шівського райо́ну — офіційний символ Коростишівського району Житомирської області, затверджений 26 червня 2007 року рішенням Коростишівської районної ради.

## Опис герба
Чотирикутної форми з півколом в основі геральдичний щит розтято і перетято. У першій чверті срібний Архістратиг Михайло у червленому (червоному) полі. Друга та третя чверті поділені веретеноподібно золотом і діамантом (чорним кольором). У четвертій чверті золоті козацький пірнач та перехрещені шаблі у смарагдовому (зеленому) полі. У серцевому червленому щитку поверх усього — дві золоті корогви, одна під одною.
Герб вміщено на золотому бароковому картуші. Під картушем — золота стрічка із написом черленими (червоними) літерами «КОРОСТИШІВСЬКИЙ РАЙОН».

## Значення символіки
Коростишівщина — давній край, багатий на історію. Після літописної непевної згадки про те, що у «граді Коростишеві» було поховано забитого древлянами під Коростенем (Іскоростенем) князя Ігоря, чоловіка княгині Ольги, з кінця XV ст. Коростишів та округа постійно згадуються у документах і джерелах. Від 1499 року Коростишів і низка нинішніх населених пунктів і територій району входили до складу Київського князівства Великого князівства Литовського, а з кінця XVI ст. — Київського воєводства Речі Посполитої. Гербом Київської землі, що об'єднувала сучасні Київську і Житомирську області, протягом століть був срібний Архістратиг Михайло у червоному полі.
Коростишівський район славетний своїми унікальними природними копалинами. Це родовища, в першу чергу, лабрадориту, а також габро та граніту. На топографічних та економічних мапах родовища цих видів мінералів і каменю позначається золотаво-жовтими довгастими ромбами (лабрадорит, габро), або квадратами, косо поділеними на жовте і чорне (граніт). Ці умовні позначки вдало збігаються з однією із традиційних геральдичних фігур — «веретеном», тому друге і третє поле веретеноподібно. Колір каменю, такого як лабрадорит — чорний, темно-сірий із вкрапленнями чорного та темно-синього. Поєднання золота з чорним тому видається цілком виправданим. Житомирщина — частина історичного Полісся, яке асоціюється із лісовими масивами басейну річок Здвиж, Тетерів, Прип'ять, Десна тощо. Тому четверта чверть гербового щита — смарагдова (зелена).
Коростишівщина — козацький край. Територія району у різні часи ставала ареною подій, пов'язаних з українським козацтвом — від повстань Криштофа Косинського та Семерія Наливайка до Коліївщини. Знаменним станом в історії краю стало створення під час Визвольної війни під проводом Богдана Хмельницького Коростишівської сотні Білоцерківського козацького полку. Символи козацтва пірнач та шаблі засвідчують шану історії Коростишівщини як осередку козацтва.
Серцевий, центральний щиток герба відзначає видатну роль у житті Коростишева та району представників боярських та шляхетських родин Кмітів, Кмітічів, та, особливо Олізарів-Волчкеничів, власників Коростишева й округи протягом майже 400 літ.